# Маркус О'Салліван
Маркус Крістофер О'Салліван (англ. Marcus Christopher O'Sullivan, нар. 22 грудня 1961) — ірландський легкоатлет, який спеціалізувався на бігу на середні дистанції.

## Спортивні досягнення
Фіналіст (8-е місце) олімпійських змагань з бігу на 1500 метрів (1988). Учасник олімпійських змагань з бігу на 800 метрів (1984) та 1500 метрів (1984, 1992, 1996) — зупинявся на попередніх стадіях змагань.
Триразовий чемпіон світу в приміщенні з бігу на 1500 метрів (1987, 1989, 1993). Фіналіст (4-е місце) чемпіонату світу в приміщенні з бігу на 1500 метрів (1991).
Фіналіст (6-е місце) чемпіонату Європи з бігу на 1500 метрів (1986). Фіналіст чемпіонату Європи з бігу на 5000 метрів (1990) — не дістався фінішу.
Срібний призер чемпіонату Європи в приміщенні з бігу на 1500 метрів (1985).
Чемпіон США в приміщенні з бігу на 1 милю (1986, 1988, 1990).
Ексрекордсмен світу з бігу на 1500 метрів у приміщенні — 3.35,6h (1989).
Співволодар (разом з Реєм Флінном, Імонном Когленом та Френком О'Марою) вищого світового досягнення з естафетного бігу 4×1 милі — 15.49,08 (1985).